# Ксенофан
Ксенофа́н Колофо́нский (др.-греч. Ξενοφάνης ὁ Κολοφώνιος, лат. Xenophanēs Colophōnius; около 570 до н. э., Колофон, Малая Азия — после 478 до н. э., Элея, Южная Италия, Великая Греция) — древнегреческий поэт и философ. Основатель Элеатской школы, по другим данным, не был основателем школы, но оказал на её представителей значительное влияние. Версия основания им элейской школы аргументируется упоминанием в псевдоаристотелевском трактате «О Ксенофане, Зеноне и Горгии» основателем элейской школы, а также полушутливой репликой Платона в «Софисте», где Ксенофан также называется учителем Парменида. Однако Диоген Лаэртский рассматривает его как странствующего одиночку (Diog. Laert. IX:17-19). Обширность его знаний («полиматию», многоведение) отметил даже Гераклит (Diog. Laert. IX:1); Теофраст считал его учеником Анаксимандра (Diog. Laert. IX:21).
Философия Ксенофана впоследствии толковалась и как теологическая (Климент Александрийский, Секст Эмпирик, Симпликий), и как материалистическая (Аэций и тот же Секст Эмпирик).
Многие скептики считали Ксенофана своим единомышленником или, по крайней мере, предшественником, ссылаясь на множественность его критических изречений. Однако, несмотря на понимание философом недостоверности и ограниченности человеческого знания, его собственная позиция вполне догматична и скептиком в философском смысле он не является.
Аристотель оценил его вклад в философию настолько, что посвятил Ксенофану отдельный трактат (до нас не дошедший).
А. Ф. Лосев считал, что Ксенофан в первую очередь — поэт, сатирик и юморист, и исследовать его следует в контексте греческой литературы, а не философии.
Т. Гомперц считает, что характер и воззрения философа сформировались как следствие тягостных переживаний юности, породившей сомнение в благости религий. Своя же философия Ксенофана была порождена на этом фоне незаурядным умом, тянущимся к познанию на уровне передовой натурфилософии своего времени, а также народным почитанием природы как таковой. Поэтому с одной стороны Ксенофан уходит в глубокие абстракции, а с другой — материалистичен и конкретен, а его бог — пантеистичен, а не антропоморфен и не трансцендентен.
Ксенофан ставил под сомнение религию и обычаи, и для социума того времени это было нарушение не просто норм поведения, но священных и безусловных устоев. Поэтому ему пришлось отказаться от привязанности к месту и, можно сказать, выйти за рамки современного ему общества.

## Биография
Сын Дексия из Колофона или, по мнению Аполлодора, сын Орфомена (Diog. Laert. IX:17). В молодости покинул ионийский Колофон из-за персидского нашествия (ок. 545 г. до н. э.). По свидетельству Фаворина («Записки», кн. I) был продан в рабство, оттуда выкуплен пифагорейцами Пармениском и Орестадом (Diog. Laert. IX:20).
Скитаясь как рапсод, в конце своей долгой жизни осел в Южной Италии в Элее. Также жил в Катане и Сиракузах. Сведения об обучении разнятся: некоторые называют его учителем Архелая, некоторые — Ботона Афинского, другие считают, что он ни у кого специально не обучался (Diog. Laert. IX:17-19). У Диогена Лаэртского он ошибочно назван современником Анаксимандра (по словам Сотиона) — имелся в виду Анаксимен.
Прожил почти столетие: «Вот уже 67 лет, как я с моими думами ношусь по эллинской земле. А перед тем [то есть до бегства из Ионии] мне было от рождения… 25 лет». Прожив так долго, успел похоронить своих сыновей, об этом пишет в книге «О старости» Деметрий Фалерский и в книге «О бодрости» стоик Панэтий (Diog. Laert. IX:20).
Его скитания не были вынужденными в прямом смысле, но вряд ли он настолько любил перемену мест. Странничество Ксенофана имеет более глубокий смысл и соответствует духу его философских воззрений. Теодор Гомперц отмечает, что профессия странствующего рапсода способствовала непривлечению внимания к его опасной деятельности радикального критика религии и философии своего времени.
В отличие от большинства известных философов Древней Греции, Ксенофан не стал создавать собственную философскую систему, не заводил учеников, а также не искал покровительства могущественных почитателей.
Ксенофан был и поэтом, ему принадлежат поэмы «Основание Колофона» и «Выселение в Элею Италийскую», суммарно составляющие около двух тысяч строф (Diog. Laert. IX:20). От них сохранилось около 20 отрывков. Он изобрёл силлы как форму стихотворной сатиры.
А. В. Лебедев указывает на интересный нюанс: зачем Ксенофан использовал для изложения своих мыслей классическое стихосложение? Дело в том, что в его время Гомер почитался «мудрейшим из эллинов» (Гераклит В 56), а все греки «искони учились по Гомеру» (Ксенофан В 10). Таким образом, эмоционально критическая проза могла не сработать, между тем как «философские поэмы, провозглашавшие новую теологию и учение о мире и человеке гомеровским гекзаметром, как бы давали понять, что Гомер преодолён и антиквирован».

## Философия Ксенофана

### Критика религиозных представлений
Ксенофан не выработал философской системы. Вместе с тем, он ранний и видный представитель греческого свободомыслия в отношении религии. Наблюдательный и склонный к насмешке, он подверг критике господствовавшие представления о множестве богов, которыми поэты и народная выдумка населили Олимп. По Ксенофану, мифология — это продукт исключительно человеческого воображения. Образы богов созданы людьми как их подобие, поэтому боги не только не превосходят людей нравственно, но и не могут быть предметом поклонения:
Что среди смертных позорным слывёт и клеймится хулою —

 То на богов возвести ваш Гомер с Гесиодом дерзнули:

 Красть и прелюбы творить, и друг друга обманывать хитро.
Так как люди измыслили богов по своему подобию, каждый народ наделяет богов своими собственными физическими чертами:
Если бы руки имели быки, или львы, или кони

 Если б писать, точно люди, умели они что угодно,

 Кони коням бы богов уподобили, образ бычачий

 Дали б бессмертным быки; их наружностью каждый сравнил бы

 С тою породой, к какой он и сам на земле сопричастен.

 …

 Чёрными мыслят богов и курносыми все эфиопы,

 Голубоокими их же и русыми мыслят фракийцы…— :(Перев. Ф. Ф. Зелинского)
Сохранились фрагменты главного произведения Ксенофана — «Силл» (Сатир) в 5 книгах, направленного «против всех поэтов и философов» его времени, прежде всего против Гомера и Гесиода и их антропоморфных богов. При этом Ксенофан не просто критиковал богов с моральной точки зрения и указывал на то, что люди сотворили богов по своему подобию, но и указывал на причину появления богов в мировоззрениях. Незнание порождает веру в сверхъестественное, суеверия и, в конечном счёте, в богов. Кроме того, «не боги с самого начала открыли все смертным, но постепенно, доискиваясь, они [люди] находят лучшее». Такая позиция позволила рассматривать Ксенофана как предтечу атеизма.
Ксенофан занимался и сравнительным религиоведением. Поскольку он много путешествовал, то мог наглядно сравнить религии и обнаружить как их сходство между собой в некоторых аспектах, так и противоречие логике. Так, он указывал на сходство отношения египтян к дате смерти Осириса и финикийцев — Адониса, логично указывая: «Выбирайте одно из двух или оплакивайте их, как смертных людей, или же чтите, как бессмертных богов».
Также философ указывал на недостаточность фактической обоснованности религий и суеверий: «Ходячие учения говорят о высших предметах не только то, чему мы не должны верить, но ещё и то, чему верить мы не можем». То есть религию он осуждает не только как этически сомнительную концепцию со внутренними противоречиями, но и указывает на произвольность религиозных утверждений. Ксенофан указывает на недостаточность оснований для утверждения существования «гигантов, титанов и кентавров», которые называет «измышлениями древних». Он не стремится к созданию развёрнутого, подробного учения; наоборот: считает нужным отбросить лишнее, необоснованное. Поэтому сам ограничивается немногими основными понятиями, высказанными в самом общем виде. Аристотель указывал на эту особенность: «Ни о чём Ксенофан не высказался с отчетливой полнотой».
По словам Цицерона («О природе богов»), Ксенофан также пытался бороться с мантикой.
Идея реинкарнации упоминается в образной форме. Меняя тему повествования, он вспоминает историю, приключившуюся с Пифагором. В ней последний пытается спасти щенка: «Стой! Перестань его бить! В бедняге умершего друга
Душу я опознал, визгу внимая её». ((6 G.—P., 6 D.). ДИОГЕН ЛАЭРТИЙ, VIII, 36).

### Рассуждения о едином боге
Как отмечает БСЭ, Ксенофан подверг критике антропоморфическую религию, но не был атеистом.
Как и многие современники, он интересовался проблемой первоначала. Многие сводили таковое к первоэлементам, Ксенофан же считал первоначалом единое бытие, которое неизменно, но которому не свойственны ни покой, ни движение. Сохранилось свидетельство Теофраста о его позиции: «Начало — единое или бытие все единое и неограниченное — ни бесконечным, ни движущимся, ни покоящимся» (по Теофрасту). Бытие Ксенофаном понимается как универсум, Вселенная в целом.

Он называл мир в целом «единым богом», рассуждая с пантеистических позиций. 
«Допустим, что богов много, — начинает он свое рассуждение на эту тему. — Если при этом они в одном будут превосходить друг друга, в другом — уступать, то они не будут богами, потому что божество по своей природе не терпит над собой господства. Если же они равны, то не будут обладать природой бога, потому что бог должен обладать превосходством над всеми, а равное не лучше и не хуже равного. Поэтому, коль скоро бог есть, и коль скоро он таков, то он должен быть только один. Кроме того, будь их много, то он не обладал бы силой [совершить] всё, что пожелает. Следовательно, он только один».
Единый бог у Ксенофана, таким образом, — это не монотеистический бог. В то время концепция единого разрабатывалась многими философами и шли споры на тему, является ли оно мысленным (Парменид) или же материальным (Мелисс). Ксенофан же, не вдаваясь в подробности, провозглашал единое (или, согласно Теофрасту в Simpl. Phys. 22, 30, единое и всецелое), «обращая свои взоры на всё небо», богом (Arist. Metaph. I, 5, 986b 20). Тимон из Флиунта написал сатиру на Ксенофана: «Куда бы ни залетала моя мысль, все разрешается для меня в некое Единство» (от имени К.).
Бог, согласно Ксенофану, нисколько не похож на человека и имеет шаровидную сущность (шаровидность в данном случае означает не буквальную форму шара, что было бы абсурдно, а символ всеобщей однородности (одинаковой удалённости всего от центра)). Он есть ум, разумение и вечность, зрение и слух, но у него нет дыхания (Diog. Laert. IX:19). Бог вечен и неизменен, при этом по вопросу безграничности или же ограниченности Ксенофан не высказывался.
Ксенофан не придерживается концепции творения мира. Бог для него — метафизически понимаемый субстрат космоса, вполне материальный. Плутарх пишет: «Ксенофан… не признаёт ни возникновения, ни уничтожения, но говорит, что вселенная всегда подобна [себе]. А именно, говорит он, если бы она возникла, то до возникновения должно бы её не быть. А из несущего ничто не может родиться». Однако о боге Ксенофан говорит ровно то же: он не может ни возникнуть, ни исчезнуть — поэтому «говорить о рождении богов есть такое же нечестие, как признавать, что они умирают: в обоих случаях признаётся, что есть время, когда их нет». Бог и мир для философа — одно и то же.
Согласно Ксенофану, Вселенная едина и бог присутствует во всех вещах. Он однороден и вездесущ, при этом неподвижен: «Единый бог, величайший между богами и людьми, не подобный смертным ни внешним видом, ни мыслью. Всегда пребывает в одном и том же месте, никуда не двигаясь; переходить с места на место ему не подобает… Но без усилия, силой ума он все потрясает. Всем существом он видит, мыслит и слышит». Такой бог — по сути есть абсолютная и неизменная субстанция, ничем не определённое бытие, к которому невозможно применить привычные понятия движения, развития и т. д. Можно сказать, что он существует вне реального времени и пространства. По сути Ксенофан заложил начала метода апофатики: такой бог не может иметь положительных описаний, а только через отрицательные предикаты.
Теодор Гомперц указывает на некое несоответствие воззрений Ксенофана: с одной стороны, философ яростно выступает против антропоморфизма богов, но при этом имманентное состояние покоя бога обосновывает тем, что «недостойно его туда и сюда спешить», уподобляясь людям: «Ведь это означает, что высшее существо должно уподобляться не хлопотливо мечущемуся туда и сюда запыхавшемуся слуге, а в величавом покое восседающему на престоле царю!».
Утверждая идею вездесущего бога, управляющим всем и вся посредством мысли, Ксенофан первым изобрёл «философского бога». Однако каких-либо подробностей он не описывал, идея осталась на уровне концепта. В дальнейшем Парменид построил своё учение о едином бытии на основе постулата Ксенофана, отрицающего множественность и изменение как проявлений единого.
Попыткой найти первооснову занимались ещё ионийские философы (Фалес — вода, Анаксимен — воздух, Гераклит — огонь, Анаксимандр — апейрон), но Ксенофан развил мысль в плане абстрагирования дальше. У него первооснова (бог, единый со Вселенной) не материален и не идеален, но «соответствует понятию» (своей роли).

### Гносеологический аспект позиции Ксенофана
На первый взгляд, подобная позиция понимания единого бога противоречива, эклектична и противоречит здравому смыслу. Однако необходимо помнить, что именно в то время философия пыталась осмыслить познание как таковое и часто приходила к парадоксам. Классический пример: апории Зенона, которые не решены до сих пор. Парадокс рассуждений Ксенофана исчезает, если понять, что он говорит о двух видах познания: посредством чувств и посредством разума, просто не выделяет их чёткими формулировками (впрочем, до нас дошли в основном лишь пересказы его мнения). Говоря современным языком, речь идёт об эмпирическом и теоретическом знании — понимание их отличия крайне важно для философии познания и в современности.
Можно сказать, что именно Ксенофан предпринял первую попытку создать теорию познания. Он логично отметил, что даже если некто достигнет истины, то не будет иметь возможности это определить: «Что же до истины, то не было и не будет человека, который знал бы её относительно богов и всего того, о чём я говорю. Ибо если и случилось кому-нибудь высказать совершенное знание, он сам не знал бы этого. Ибо только мнение — удел всех». Как и скептики впоследствии, философ относил сказанное и к самому себе, а не только к другим: «Пусть это [моё собственное] мнение считается лишь правдоподобным». Ксенофан предвосхитил понимание процесса мышления не только как чего-то, что лишь утверждает и выносит суждения, но и как феномена, вовлечённого в сам процесс размышления. Мышление не только способно дать знание, но и пробудить мысль, сделать человека полноценно мыслящим. Разумный человек должен не следовать догмам, а понимать аргументацию и последовательность рассуждений, включая неоднозначности пути познания.
Примечание: Диоген Лаэртский упоминает, что Сотион именно Ксенофану приписывает первенство тезиса о непостижимости мира, но считает, что тот ошибся (Diog. Laert. IX:20). Однако при этом другого автора Диоген не называет.
Таким образом, Ксенофан отделяет богопознание как некое абсолютное знание, недоступное человеческому восприятию, и вероятностное знание, доступное человечеству, которое по сути является мнением и может быть лишь правдоподобным, а не абсолютным. Впоследствии эта позиция развилась в философии до агностицизма, утверждающего невозможность познания мира, и скептицизма — сомнения в познавательных возможностях человека. Эти вопросы познания остаются актуальными и в настоящем.
Заявив единое сущим, Ксенофан тем самым разделил философию на собственно «дематериализованную» философию и натурфилософию, предтечу науки. Развивая тему, элеаты положили начало концепции объективного идеализма в философии, то есть идее познания мира посредством мышления абстрактными категориями. Более того, здесь же берёт начало и отрыв феноменов действительности от их бытия вплоть до «пещеры» Платона.
Концепции Ксенофана дали начало таким вопросам теории познания, как проблема единого и многого, вопрос вечности материи и изменчивости её проявлений, соотношения первоначала и многообразия вещей. Сам философ ещё не поднимает эти проблемы в явном виде, но уже элеаты сталкиваются с проблемой: как бытие может быть вечным, неподвижным и неизменным, если при этом существует изменчивость действительности, возникновение и уничтожение её множественных частей?
Сторонники диалектического материализма находили у Ксенофана начала диалектического метода, видя его в изложении взглядов таким образом: «Все едино и множественно. Все телесно и бестелесно. Все божественно и материально. Все сущее и несущее. Все является сознанием, ощущением, мышлением; и все — материально».

### Натурфилософские представления
Своей поэмой «О природе» Ксенофан заложил основы жанра философской поэмы, впоследствии развитого Парменидом, Эмпедоклом и Лукрецием. Сохранилось около двадцати её фрагментов, вольный перевод самого крупного дан почти целиком в стихотворении А. С. Пушкина «Чистый лоснится пол» (см.).
По Ксенофану, «Люди и животные родились из земли и воды». Земля, по его мнению, возникла из моря, что обосновывается наличием в ней окаменелостей морских животных, и временами вновь погружается в море. Солнце и звёзды — это горящие в небе испарения, которые образуются каждые сутки заново. Ксенофан считал, что Солнце движется по прямой над плоской Землёй, и вообще солнц и лун столько же, сколько горизонтов. При этом некоторые его утверждения шли «от обратного» по отношению к религиозным представлениям. Например: поскольку считалось, что Аид расположен глубоко под поверхностью, то Ксенофан заявлял, что Земля на самом деле бездонна.
Он понимал механизм образования облаков: Солнце испаряет воду с поверхности Земли и пары поднимаются высоко в воздух (Diog. Laert. IX:19).
Ксенофан считал, что количество миров бессчётно, но они неизменны. Всё живое подвержено гибели, а душа есть дыхание (Diog. Laert. IX:19). Вместе с гибелью Земли погибнет и человечество, но затем заново возникнет Земля и человеческий род возродится из неё.

### Критика философов
Ксенофан критиковал мнения Фалеса и Эпименида, а также Пифагора (Diog. Laert. IX:18, II:46).
На сетования Эмпедокла о том, что найти мудреца невозможно, ответил: «Конечно, ведь нужно самому быть мудрецом, чтобы признать мудреца» (Diog. Laert. IX:20).

### Социальная критика
Ксенофан критиковал существовавшие тогда традиции, подчёркивая, что спортивные достижения менее важны, чем мудрость философа, ибо «мудрость гораздо лучше силы людей и лошадей». Возможно, в этом вопросе косвенно критиковал пифагорейцев.
Также именно Ксенофан первым высказал расхожее выражение «большинство слабее, чем ум» и советовал при общении с сильными мира сего говорить как можно меньше или как можно слаще для них (Diog. Laert. IX:20).
Ксенофан был сторонником утилитаризма. С этой позиции он осуждал не только социально-этические излишества, к которым относил не только роскошь, но и, например, Олимпийские игры, но даже и космологические феномены: «Солнце полезно… а Луна не нужна».

### Высказывания[35]
- Не от начала все открыли боги смертным, но постепенно, ища, [люди] находят лучшее (Стобей Eel. I 8, 2).
- Но смертные думают, будто боги рождаются, имеют одежду, голос и телесный образ, как и они (Климент Strom. V 109).
- Эфиопы говорят, что их боги курносы и черны; фракияне же [представляют своих богов] голубоглазыми и рыжеватыми (Климент Strom. VII 22).
- Но если бы быки, лошади и львы имели руки и могли бы ими рисовать и создавать произведения [искусства] подобно людям, то лошади изображали бы богов похожими на лошадей, быки же — похожими на быков и придавали бы [им] тела такого рода, каков телесный образ у них самих, [каждые по-своему] (Климент Strom. V 110).
- Всё, что есть у людей бесчестного и позорного, приписали богам Гомер и Гесиод: воровство, прелюбодеяние и взаимный обман (Секст adv. math. IX 193).
- Единый бог, величайший между богами и людьми, не подобный смертным ни внешним видом, ни мыслью (Климент Strom. V 109).
- Всем своим существом он [бог] видит, мыслит и слышит (Секст adv. math. IX 144).
- Но без усилия силой ума он [бог] все потрясает (Симплиций Phys. 23,19), всегда он пребывает на одном и том же месте, никуда не двигаясь; переходить с места на место ему не подобает (Симплиций Phys. 22,9).
- Он учит, что… существо божье шарообразно и нисколько не подобно человеку. Божество всем своим существом видит и все оно слышит, однако не дышит. Также все оно есть ум, мышление и вечность (Диоген IX 19).
- Всё едино и неизменяемо, и это есть бог, никогда не рождённый, вечный, шаровидной формы (Цицерон Acad. II 118).
- Затем Ксенофан, приписав разум Вселенной, которую он, сверх того, считал бесконечной, признал её богом (Цицерон de nat. deor. I И, 28).
- Он сам говорит, что бог есть тело, говоря это или о нём целом или о его сущности. Ведь, будучи бестелесным, каким образом он мог бы быть шаровидным? (Аристотель de Melisso, Xenophane, Gorgia 4).
- Из земли все [возникло] и в землю все обратится в конце концов (Аэций IV 5).
- Этот верхний конец земли, соприкасающийся с воздухом, мы видим [у себя] под ногами, нижняя же часть [земли] простирается в бесконечность (Ахилл Isag. 4 р. И.).
- Солнце же возникает ежедневно из скопления мелких искорок, а земля беспредельна и не окружена ни воздухом, ни небом… Земля бывает смешана с морем и со временем освобождается от влаги… В странах, удалённых от моря, и на горах находят раковины… Все люди гибнут всякий раз, когда, погрузившись в море, земля становится грязью, затем снова она полагает начало рождению, и такое чередование бывает во всех мирах (Ипполит Refut. 114).
- Ксенофан считал началами сухое и влажное, то есть землю и воду (Филопон Phys. 125, 27).
- Ибо все мы родились из земли и воды (Секст adv. math. Х314).

## Память
В 1935 году Международный астрономический союз присвоил имя Ксенофана кратеру на видимой стороне Луны.